# Hajde da se volimo (album)
Hajde da se volimo sedmi je studijski album Lepe Brene i Slatkog greha. Izdan je 24. listopada 1987. preko diskografske kuće Diskoton.
Ovo je Brenin osmi od dvanaest albuma sa Slatkim grehom. 
Bio je također i soundtrack za istoimeni film. Scene iz glazbenog filma kasnije su korištene kao glazbeni spotovi.
Ovaj album prodan je u nakladi od 700 000 primjeraka.

## Pozadina
Prekinuli su suradnju s izdavačkom kućom PGP RTB i krenuli u suradnju s Diskotonom.
Snimanjem novog albuma, menadžer Lepe Brene i Slatkog greha, Raka Đokić, dobio je ideju da uz album snime i istoimeni film u kojem će Brena imati glavnu ulogu.

## Popis pjesama
| Br. | Skladba                    | Trajanje |
| --- | -------------------------- | -------- |
| 1.  | »Hajde da se volimo«       | 3:05     |
| 2.  | »Golube«                   | 3:19     |
| 3.  | »Učenici«                  | 3:15     |
| 4.  | »Evo, zima će«             | 3:04     |
| 5.  | »Sanjam«                   | 2:53     |
| 6.  | »On ne voli me«            | 3:31     |
| 7.  | »Zbog tebe«                | 3:40     |
| 8.  | »Udri, Mujo«               | 2:43     |
| 9.  | »Rodiše me nežnu i sirotu« | 3:15     |
| 10. | »Suze brišu sve«           | 3:02     |

## Izdanja
| Regija          | Datum               | Format(i)  | Izdavač  | Ref.  |
| --------------- | ------------------- | ---------- | -------- | ----- |
| SFR Jugoslavija | 24. listopada 1987. | LP, kaseta | Diskoton | [ 1 ] |